# Everybody Dies by the End
Everybody Dies by the End es un falso documental en formato de metraje encontrado y de comedia y terror de 2022 escrito por Ian Tripp y dirigida por Tripp y Ryan Schafer en su debut cinematográfico. La película está protagonizada por Vinny Curran, Bill Oberst Jr., Brendan Cahalan, Iliyana Apostolova e Ian Tripp.

## Sinopsis
Un equipo reducido sigue al director de cine de culto Alfred Costella y documenta el proceso mientras realiza su última película.

## Reparto
- Vinny Curran como Alfred Costella
- Bill Oberst Jr. como Willy Wilson
- Brendan Cahalan como Grant
- Iliyana Apostolova como Alison
- Ian Tripp como Calvin
- Joshua Wyble como Mark
- Ryan Schafer como Howard
- Caroline Amiguet como Laura
- Paul Fisher III como Cornelius
- Alan Vazquez como Slater
- Amber Grayson como Red Shirt
- Oscar Perez como Red Shirt
- Carl Wyble como Red Shirt
- Bob Wyble como Red Shirt
- Sam Sprague como Red Shirt
- Nathan Chapman como Simon
- Anthony De La Cruz como Det. Hills
- Seton Edgerton como Theo
- Mickey Farhat como Miembro del equipo
- Jason Hughes como Mr. Feet
- Kenneth Long como Miembro del equipo
- Beto Ochoa como Stage Hand
- Luke Anthony Pensabene como Agente del F.B.I.
- Wendy Tripp como Agente del F.B.I.
- Raquel Trivino como Agente del F.B.I.

## Producción
La película es el debut cinematográfico de Tripp y Schafer. La fotografía principal tuvo lugar en San Diego.

## Estreno
La película se estrenó el 29 de agosto de 2022 en el FrightFest. Se proyectó en el Festival de cine Horrorthon de Dublín, Festival de cine de terror de Molins, Festival de cine Feratum y Festival Unnamed Footage. Fue distribuida por Terror Films el 22 de septiembre de 2023.